# Limán de Vítiazevo
El limán de Vitiázevo (del ruso: Ви́тязевский лима́н) es un limán o estuario conectado por un cordón litoral de arena y marismas con el mar Negro, que formaba parte del antiguo delta del Kubán y que es alimentado por las aguas del río Gostagaika. Está situado unos 18 km al norte de la ciudad-balneario de Anapa, al sur del limán Kiziltashki del delta del Kubán y de la ciudad de Tamán. Tiene una superficie de 64 km².
La marisma tiene forma triangular, con lados de unos 16,5 km, 13,5 km y 7.5 km. Las aguas del depósito son bastante saladas, aunque le llegan aguas dulces del curso viejo del Kubán y el Gostagaika, así como de las precipitaciones, el cordón litoral que lo separa del mar Negro no impide la comunicación de aguas. El fondo de la marisma está cubierto de un limo rico en ácido sulfhídrico con propiedades curativas. 
A orillas del limán se hallan las localidades de Vítiazevo, Peschani, Kapustin, Vinogradni, Suvórov-Cherkeski y Blagovéshchenskaya.

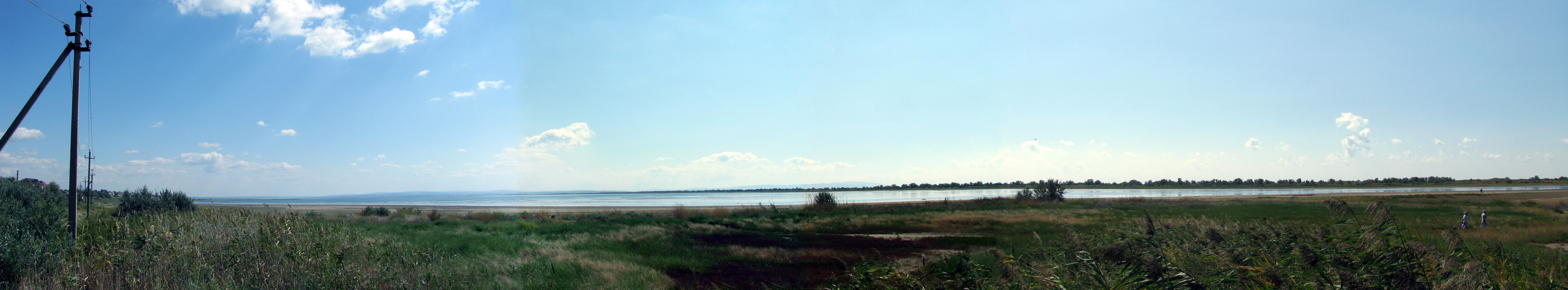
Vista desde Blagovéshchenskaya.